# Чарыков, Николай Валерьевич
Никола́й Вале́рьевич Чарыко́в (8 (20) января 1855, село Новая Григорьевка, Александровский уезд, Екатеринославская губерния, Российская империя — 12 сентября 1930, Стамбул, Турция) — российский дипломат, гофмейстер, сенатор, товарищ министра иностранных дел и чрезвычайный полномочный посол в Турции, министр в Крымском краевом правительстве М. А. Сулькевича.
Также — историк и философ

, действительный член Русского исторического общества.

## Биография
Родился 8 (20) января 1855 года в селе Новая Григорьевка, Александровского уезда, Екатеринославской губернии в старинной дворянской семье Валерия Ивановича Чарыкова (1818—1884) и Аделаиды Дмитриевны Путиловой (1834—1861).
До 15 лет жил и учился в Шотландии, благодаря чему в совершенстве овладел английским языком и не только свободно разговаривал, но и писал книги. Вернувшись в Россию в 1871 году, он ещё пять лет учился в Александровском лицее, где его соучеником и приятелем был будущий министр иностранных дел, Александр Извольский. После окончания лицея почти шесть лет служил в Московском главном архиве Министерства иностранных дел. Принимал также участие в Русско-турецкой войне 1877-78 гг. как вольноопределяющийся. За храбрость был награждён двумя знаками отличия ордена Св. Георгия 3-й и 4-й степеней и произведён в корнеты.
В 1880 году получил придворное звание камер-юнкера. Свою карьеру дипломата он начал на «восточном направлении», где в полупоходной обстановке провёл почти десять лет, до 1889 года. Первое серьёзное назначение получил в 1883 году — был дипломатическим чиновником при туркестанском генерал-губернаторе. В 1886 году получил должность политического агента в Бухаре. В сферу его обязанностей входило дипломатическое и имущественное обеспечение бесперебойного строительства отрезка Закаспийской железной дороги через Бухару. Чарыков занимался всем, что как-то касалось вверенного ему вопроса: отчуждением земель под железную дорогу, строительством здания Российского политического представительства и железнодорожной станции в Кагане, исполнял обязанности судьи над русскими подданными в Бухаре и по необходимости вёл консульскую работу.
2 апреля 1895 года он получил чин действительного статского советника и в этом же году был удостоен придворного звания камергера. В 1896—1897 гг. был дипломатическим агентом в Болгарии, с 1897 года — советник российского посольства в Берлине. С 18 февраля 1897 года занял должность министра-резидента при Святейшем Престоле папы римского. С 16 сентября 1900 года — чрезвычайный посланник и полномочный министр в Сербии (во время печально известного кровавого переворота и убийства короля Александра Обреновича, совершённого в Белграде в ночь на 29 мая 1903 года), а с 1905 года — чрезвычайный и полномочный посол — в Голландии.
25 января 1908 года Николай Чарыков получил свою наивысшую должность в карьере. В течение полутора лет, в 1908—1909 годах был товарищем министра и как специалист по балканскому вопросу, являлся особо доверенным лицом; имел серьёзное влияние на своего приятеля министра иностранных дел Извольского. С 13 апреля 1908 года имел придворный чин гофмейстера.
Первый год в должности товарища министра Чарыков вёл активную внутреннюю и внешнюю работу. В отличие от своего предшественника на посту министра иностранных дел, Владимира Ламсдорфа, Александр Извольский хорошо понимал существенные недостатки в работе вверенного ему ведомства и видел необходимость серьёзных преобразований. Почти сразу же после прихода в министерство им была создана специальная комиссия, задачей которой было подготовить проект реформы. По должности эту комиссию всегда должен был возглавлять товарищ министра — первые два года это был Константин Губастов, затем — ещё полтора года Николай Чарыков и, наконец, Сергей Сазонов. Довести работу над проектом реформы до завершения Чарыкову не удалось. После боснийского «скандала Бухлау» на место товарища министра был назначен Сергей Сазонов, а Чарыков уже 25 мая 1909 года получил из высочайших рук место чрезвычайного и полномочного посла в Константинополе, где и прослужил чуть менее трёх лет.
26 февраля 1912 года он получил своё последнее назначение — сенатором.

 Как раз сегодня появилось в газетах, что Чарыков назначен присутствующим в Сенат, иначе говоря уволен от должности Константинопольского посла и уволен при особых обстоятельствах; так как обыкновенно послы назначаются членами Государственного Совета, а не в Сенате.

Когда последовало назначение Чарыкова послом, то для всех лиц, которые хотя немного знали Чарыкова, было ясно, что Чарыков сколько бы то ни было удовлетворительным послом на месте, требующем деятельности, быть не может.

Чарыков человек не дурной, порядочный, весьма ограниченный, склонный к занятиям нумизматикой и другими подобными нерво-успокоительными учеными делами, но никоим образом не обладает тою светлостью ума и талантливостью, которые требуются от деятельного дипломата.— Витте С. Ю. Царствование Николая II, глава 69 (51) // Воспоминания. — М.: Соцэкгиз, 1960. — Т. 3. — С. 525—526. — 75 000 экз.

## «Скандал Бухлау»
Наибольшую известность дипломат Николай Чарыков получил в ходе так называемого Боснийского кризиса 1908—1909 годов, когда занимал должность товарища министра (фактически, первого заместителя). Находясь действительно в товарищеских и доверительных отношениях с министром иностранных дел А. П. Извольским, Чарыков оказался чуть ли не единственным человеком, участвовавшим в разработке плана будущих соглашений и посвящённым в существо личных переговоров и секретной встречи Извольского с министром иностранных дел Австро-Венгрии Эренталем в замке Бухлау 3 сентября 1908 года.
Показательно, что даже Николай II, благоволивший к Извольскому и лично содействовавший его назначению на пост министра иностранных дел, был проинформирован о событии только после достижения договорённости. Суть и главные цели переговоров Извольского состояли в том, чтобы добиться согласия Вены на открытие черноморских проливов для русского флота в обмен на признание готовящейся аннексии Боснии и Герцеговины. Инициатива и идея сепаратной сделки по-видимому принадлежала лично Александру Извольскому. Однако, двойная игра австро-венгерского правительства очень быстро привела к тому, что основные условия «тайной сделки» были преданы дипломатической огласке, а затем «незаметно» утекли в прессу. В результате разразился так называемый «скандал Бухлау»: как внутрироссийский, так и международный.
Несмотря на то, что Николай II совершенно поддерживал линию Извольского, объединённое правительство Столыпина выразило возмущение, что была сокрыта информация «о деле столь громадного национального и исторического значения, затрагивающего интересы внутреннего состояния империи». В результате резких протестов Петра Столыпина и министра финансов Владимира Коковцова против секретных и сепаратных действий Извольского, Николай II был вынужден уступить и согласиться на некоторые уступки, касавшиеся работы министерства иностранных дел. С конца 1908 года все важнейшие внешнеполитические вопросы должны были выноситься на заседания Совета Министров и детально обсуждаться на них вплоть до коллегиального принятия принципиальных решений.
Дальнейшее неблагоприятное для России развитие ситуации в ходе Боснийского кризиса, завершившееся в конечном счёте «дипломатической Цусимой» министра иностранных дел, привело к тому, что с начала 1909 года деятельность министерства иностранных дел была практически поставлена под контроль Председателя Совета министров. Но и тем дело не ограничилось. Тяжёлое поражение «политики г-на Извольского» (по выражению П. Н. Милюкова) привело к постепенной замене всех руководителей министерства. Уже в мае 1909 года близкое доверенное лицо и товарищ министра Николай Чарыков был назначен на пост посла в Константинополе, а на его место пришёл Сергей Сазонов, человек, исключительно близкий к Столыпину и даже его родственник. После удаления Николая Чарыкова деятельность Министерства иностранных дел была фактически поставлена под контроль председателя Совета министров. А ещё через полтора года Сазонов, несмотря на очевидный недостаток аппаратного и дипломатического опыта, при активном содействии Столыпина и вовсе сменил на посту министра самого Извольского (отправленного послом в Париж).

## «Второй скандал Бухлау»
Ситуация до некоторой степени подобная «скандалу Бухлау» повторилась ровно три года спустя при выполнении турецкой посольской миссии Николая Чарыкова. Основной своей задачей при работе чрезвычайным и полномочным послом он видел в создании широкого балканского союза под эгидой России, в который желательно было включить также и — Турцию. Ради этого Чарыков самыми различными методами пытался достигнуть сближения с турецким правительством. По существу это было прямым продолжением политической линии Извольского, закончившейся в Бухлау. Уже вскоре после назначения послом, в августе 1909 года Чарыков провёл переговоры о личной встрече Николая II с турецким султаном. Несмотря на достигнутые договорённости, встреча так и не состоялось, поскольку в турецкой властной верхушке произошёл довольно резкий поворот в сторону прогерманской политики. Но когда в 1911 году Италия (в то время активная союзница Германии) начала военные действия против Турции, прогерманская группировка закономерно ослабла. Министерство иностранных дел России решило ещё раз попытаться использовать это обстоятельство, чтобы снова, но уже действуя с другой стороны, добиться открытия черноморских проливов для русского военного флота.
В начале октября 1911 года Чарыков получил предписание возобновить переговоры с турецким правительством. 12 октября он представил великому визирю Саид-паше проект русско-турецкого соглашения, по которому Россия обещала разрешить Турции железнодорожное строительство в Северной Анатолии, а также оказывать всемерную поддержку для сохранения турецкого господства в регионе Босфора и Дарданелл. Это был особенно «хитрый ход», поскольку именно ради выполнения этого условия турецкое правительство и должно было разрешить проход русских военных судов через «охраняемые ими» проливы. Более месяца Саид-паша молчал и не давал никакого определённого ответа на выдвинутые Чарыковым условия, одновременно консультируясь с Берлином, Веной и Лондоном. Выяснив, что союзники не слишком рекомендуют заключать соглашение с Россией, турецкое правительство в конце ноября 1911 года — отвергло проект соглашения.
2 декабря Николай Чарыков получил инструкцию прекратить любые переговоры о проливах, хотя к тому моменту они не только не велись, но и не могли продолжаться. Министр иностранных дел России С. Д. Сазонов, воспринимавший Чарыкова как человека прошлой и враждебной ему министерской команды, решил им «пожертвовать», таким образом одновременно освободившись и от лишней фигуры, и от нежелательных последствий провалившихся переговоров. 10 декабря 1911 года Сазонов полностью дезавуировал действия своего посла. Он заявил, что Россия не имела ранее и не имеет впредь никаких намерений вести официальные переговоры с Турцией относительно проливов и это была не более чем — личная инициатива посла.

## Другие работы
Кроме дипломатической службы, Николай Чарыков много занимался архивным историческим и писательским трудом. Можно сказать, что российско-турецкие отношения с XVII до XX века были его специальностью. Его авторству принадлежит более десятка крупных научных и научно-популярных статей, которыми он прославился едва ли не более, чем на ниве карьерной дипломатии. Со 2 апреля 1910 года, ещё будучи послом в Турции, Н. В. Чарыков был принят в Русское историческое общество в качестве действительного члена. Также он был действительным членом Императорского Русского Археологического Общества, Императорского Русского Географического Общества, московского Историко-Родословного Общества и Русского Генеалогического Общества. Во время пребывания в должности посла в Турции был избран почётным членом Русского Археологического Института в Константинополе.
После Октябрьской революции 1917 года проживал в Крыму, чудом избежал красного террора. После оккупации Крыма немецкими войсками, 14 сентября 1918 года вошёл в состав крымского правительства М. А. Сулькевича в качестве министра народного просвещения, одновременно в качестве председателя дипломатической комиссии руководил внешней политикой этого правительства и был его представителем на переговорах с гетманом Украины П. П. Скоропадским о заключении украино-крымского союза. Михайловский отмечал: «Сулькевич до такой степени регулярно советовался по политическим делам с Чарыковым, что в крымских газетах (в Крыму была свобода печати) Чарыкова и Сулькевича изображали в виде сиамских близнецов». При Чарыкове министерству просвещения удалось изыскать средства на погашение задолженности в содержании ряда учебных заведений Крыма: Феодосийской и Карасубазарской мужских гимназий, Учительского института. После ухода немцев вышел в отставку вместе с Сулькевичем 15 ноября 1918 года.
После 1919 года Чарыков «вернулся» в Константинополь, где и прожил последние десять лет своей жизни. Как вспоминал Михайловский, «Чарыков как бывший посол имел большой вес и в местных турецких кругах, и у союзников. Он состоял в правлении одного из русских банков и жил в окрестностях Константинополя в Бебеке. Дипломат старой школы, он следил за политикой и в то же время поддерживал светские знакомства среди иностранцев, что давало ему гораздо больше реального влияния, чем официальным представителям деникинского или врангелевского правительств.»